# Michał Haratyk
Michał Haratyk (* 10. April 1992 in Cieszyn) ist ein polnischer Leichtathlet, der sich auf das Kugelstoßen spezialisiert hat. 2018 gewann er bei den Europameisterschaften in Berlin die Goldmedaille.

## Sportliche Laufbahn
Seit dem Jahr 2011 tritt Haratyk an Wettkämpfen im Erwachsenenbereich teil. Damals nahm er neben dem Kugelstoßen auch an Wettkämpfen im Diskuswurf teil. In den folgenden Jahren steigerte er stetig seine Bestleistungen. 2016 nahm er an den Hallenweltmeisterschaften in Portland teil, zu denen er als einer Weltbesten in der laufenden Hallensaison anreiste, dort allerdings mit einer Weite von 19,48 m auf dem insgesamt 14. Platz landete. Als erfolgreich gestaltete sich der folgende Sommer für ihn, als er bei den Europameisterschaften in Amsterdam hinter dem Deutschen David Storl mit einer Weite von 21,19 m die Silbermedaille gewann. Bei den Olympischen Spielen in Rio de Janeiro scheiterte er einen guten Monat später bereits in der Qualifikation.
2017 nahm er an den Halleneuropameisterschaften in Belgrad teil, scheiterte dort allerdings in der Qualifikation. Bei den Weltmeisterschaften im Sommer in London qualifizierte er sich für das Finale und belegte dort mit einer Weite von 21,41 m den fünften Platz.
2018 stellte sein bislang erfolgreichstes sportliches Jahr dar. Zunächst wurde er bei den Hallenweltmeisterschaften in Birmingham Zehnter. Beim internationalen Meeting Ostrava Golden Spike verbesserte er im Juni seine persönliche Bestleistung auf 22,08 m. Beim anschließenden Saisonhöhepunkt, den Europameisterschaften in Berlin gewann er schließlich mit einer Weite von 21,72 m die Goldmedaille vor seinem Landsmann Konrad Bukowiecki und dem Titelverteidiger David Storl. Auch bei den Halleneuropameisterschaften 2019 konnte Haratyk Gold gewinnen. Im Juli stieß er bei einem Wettkampf in Warschau die Kugel auf 22,32 m und stellte damit einen neuen Nationalrekord auf. Bei den Weltmeisterschaften in Doha schied er in der Qualifikation aus. 
2021 trat er im März in der Heimat zur Titelverteidigung bei den Halleneuropameisterschaften an gewann schließlich die Silbermedaille. Im Mai stieß er die Kugel in Warschau auf eine Weite von 22,17 m und qualifizierte sich damit zum zweiten Mal für die Olympischen Sommerspiele. Im Laufe der Saison kam er in den folgenden Wettkämpfen nicht nochmal in die Nähe dieser Weite. Auch bei den Spielen in Tokio kam er in der Qualifikation nicht über 20,86 m hinaus, wodurch er den Finaleinzug um vier Zentimeter verpasste. 2022 trat er im März bei den Hallenweltmeisterschaften in Belgrad an und landete mit einem Stoß auf 20,88 m auf dem neunten Platz. Im Sommer nahm er in den USA an seinen insgesamt vierten Weltmeisterschaften teil. In der Qualifikation kam er auf 20,13 m, womit er als 14. den Einzug in das Finale verpasste. Einen Monat später trat er bei den Europameisterschaften in München an. Er verpasste es seinen EM-Titel von vor vier Jahren zu verteidigen und belegte im Finale den fünften Platz. 2023 trat Haratyk im März bei den Halleneuropameisterschaften in Istanbul an, blieb dort in der Qualifikation allerdings ohne gültigen Versuch. Später im August nahm er in Budapest erneut bei den Weltmeisterschaften an, schied dort allerdings, wie schon ein Jahr zuvor, in der Qualifikation aus.
Im Laufe seiner sportlichen Karriere siegte Haratyk bislang insgesamt zehn Mal bei polnischen Meisterschaften, sechs Mal in der Freiluft (2017–2018, 2020–2023) und vier Mal in der Halle (2018–2021).

## Wichtige Wettbewerbe
| Jahr              | Veranstaltung               | Ort               | Platz             | Disziplin         | Weite             |
| Startet für Polen | Startet für Polen           | Startet für Polen | Startet für Polen | Startet für Polen | Startet für Polen |
| ----------------- | --------------------------- | ----------------- | ----------------- | ----------------- | ----------------- |
| 2016              | Hallenweltmeisterschaften   | Portland          | 14.               | Kugelstoßen       | 19,48 m           |
| 2016              | Europameisterschaften       | Amsterdam         | 2.                | Kugelstoßen       | 21,19 m           |
| 2016              | Olympische Spiele           | Rio de Janeiro    | 18.               | Kugelstoßen       | 19,97 m           |
| 2017              | Halleneuropameisterschaften | Belgrad           | 19.               | Kugelstoßen       | 19,18 m           |
| 2017              | Weltmeisterschaften         | London            | 5.                | Kugelstoßen       | 21,41 m           |
| 2018              | Hallenweltmeisterschaften   | Birmingham        | 10.               | Kugelstoßen       | 20,69 m           |
| 2018              | Europameisterschaften       | Berlin            | 1.                | Kugelstoßen       | 21,72 m           |
| 2019              | Halleneuropameisterschaften | Glasgow           | 1.                | Kugelstoßen       | 21,65 m           |
| 2019              | Weltmeisterschaften         | Doha              | 16.               | Kugelstoßen       | 20,52 m           |
| 2021              | Halleneuropameisterschaften | Toruń             | 2.                | Kugelstoßen       | 21,47 m           |
| 2021              | Olympische Sommerspiele     | Tokio             | 13.               | Kugelstoßen       | 20,86 m           |
| 2022              | Hallenweltmeisterschaften   | Belgrad           | 9.                | Kugelstoßen       | 20,88 m           |
| 2022              | Weltmeisterschaften         | Eugene            | 14.               | Kugelstoßen       | 20,13 m           |
| 2022              | Europameisterschaften       | München           | 5.                | Kugelstoßen       | 20,90 m           |
| 2023              | Weltmeisterschaften         | Budapest          | 25.               | Kugelstoßen       | 19,51 m           |

## Persönliche Bestleistungen
Freiluft
- Kugelstoßen: 22,32 m, 28. Juli 2019, Warschau, (polnischer Rekord)

Halle
- Kugelstoßen: 21,83 m, 12. Februar 2021, Łódź